# Villa Rica (Perú)
Villa Rica es una localidad peruana capital del distrito homónimo ubicado en la provincia de Oxapampa en el departamento de Pasco. Se encuentra a una altitud de 1467 m s.n.m. Tenía una población de 7113 hab. en 1993.
Villa Rica es muy conocida por ser una zona productora de café, destacando sus fincas cafetaleras. Alrededor de la localidad se encuentran la laguna El Oconal y las cataratas de El León y El Encanto. Cuenta desde el 2 de agosto de 2018 con un Centro de Interpretación de la Ruta del Café.
Se ubican en la Reserva de Biósfera Oxapampa-Asháninka-Yánesha. En el lugar convive el pueblo Yánesha, los colonos austro-alemanes y otros colonos procedentes de otras partes del Perú. En el año 2010 obtuvo la denominación de origen el Café Villa Rica.
El 80% del pueblo de villa rica tiene ascendencia Alemana según reporta el Instituto Nacional de Estadística e Informática (INEI)

## Clima
| Parámetros climáticos promedio de Villa Rica | Parámetros climáticos promedio de Villa Rica | Parámetros climáticos promedio de Villa Rica | Parámetros climáticos promedio de Villa Rica | Parámetros climáticos promedio de Villa Rica | Parámetros climáticos promedio de Villa Rica | Parámetros climáticos promedio de Villa Rica | Parámetros climáticos promedio de Villa Rica | Parámetros climáticos promedio de Villa Rica | Parámetros climáticos promedio de Villa Rica | Parámetros climáticos promedio de Villa Rica | Parámetros climáticos promedio de Villa Rica | Parámetros climáticos promedio de Villa Rica | Parámetros climáticos promedio de Villa Rica |
| Mes                                          | Ene.                                         | Feb.                                         | Mar.                                         | Abr.                                         | May.                                         | Jun.                                         | Jul.                                         | Ago.                                         | Sep.                                         | Oct.                                         | Nov.                                         | Dic.                                         | Anual                                        |
| -------------------------------------------- | -------------------------------------------- | -------------------------------------------- | -------------------------------------------- | -------------------------------------------- | -------------------------------------------- | -------------------------------------------- | -------------------------------------------- | -------------------------------------------- | -------------------------------------------- | -------------------------------------------- | -------------------------------------------- | -------------------------------------------- | -------------------------------------------- |
| Temp. máx. media (°C)                        | 27.5                                         | 28                                           | 28                                           | 26.5                                         | 23                                           | 20                                           | 19                                           | 19                                           | 20                                           | 21.5                                         | 23                                           | 25                                           | 23.4                                         |
| Temp. media (°C)                             | 20                                           | 19.5                                         | 19.1                                         | 19.6                                         | 19.1                                         | 18.5                                         | 18.2                                         | 18.8                                         | 19.5                                         | 19.8                                         | 19.9                                         | 19.3                                         | 19.3                                         |
| Temp. mín. media (°C)                        | 18.5                                         | 19                                           | 18.5                                         | 17                                           | 15.5                                         | 14                                           | 13.5                                         | 13                                           | 14                                           | 14                                           | 15.5                                         | 16.5                                         | 15.8                                         |
| Fuente n.º 1: Accuweather                    |                                              |                                              |                                              |                                              |                                              |                                              |                                              |                                              |                                              |                                              |                                              |                                              |                                              |
| Fuente n.º 2: climate-data.org               |                                              |                                              |                                              |                                              |                                              |                                              |                                              |                                              |                                              |                                              |                                              |                                              |                                              |